# Estrongo Nachama
Estrongo „Eto“ Nachama (griechisch Εστρόνγκο Ναχάμα, * 4. Mai 1918 in Thessaloniki; † 13. Januar 2000 in Berlin) war ein griechischer Sänger und von 1947 bis 2000 Kantor bzw. Oberkantor der Jüdischen Gemeinde zu Berlin.

## Biografie

### Sephardische Wurzeln

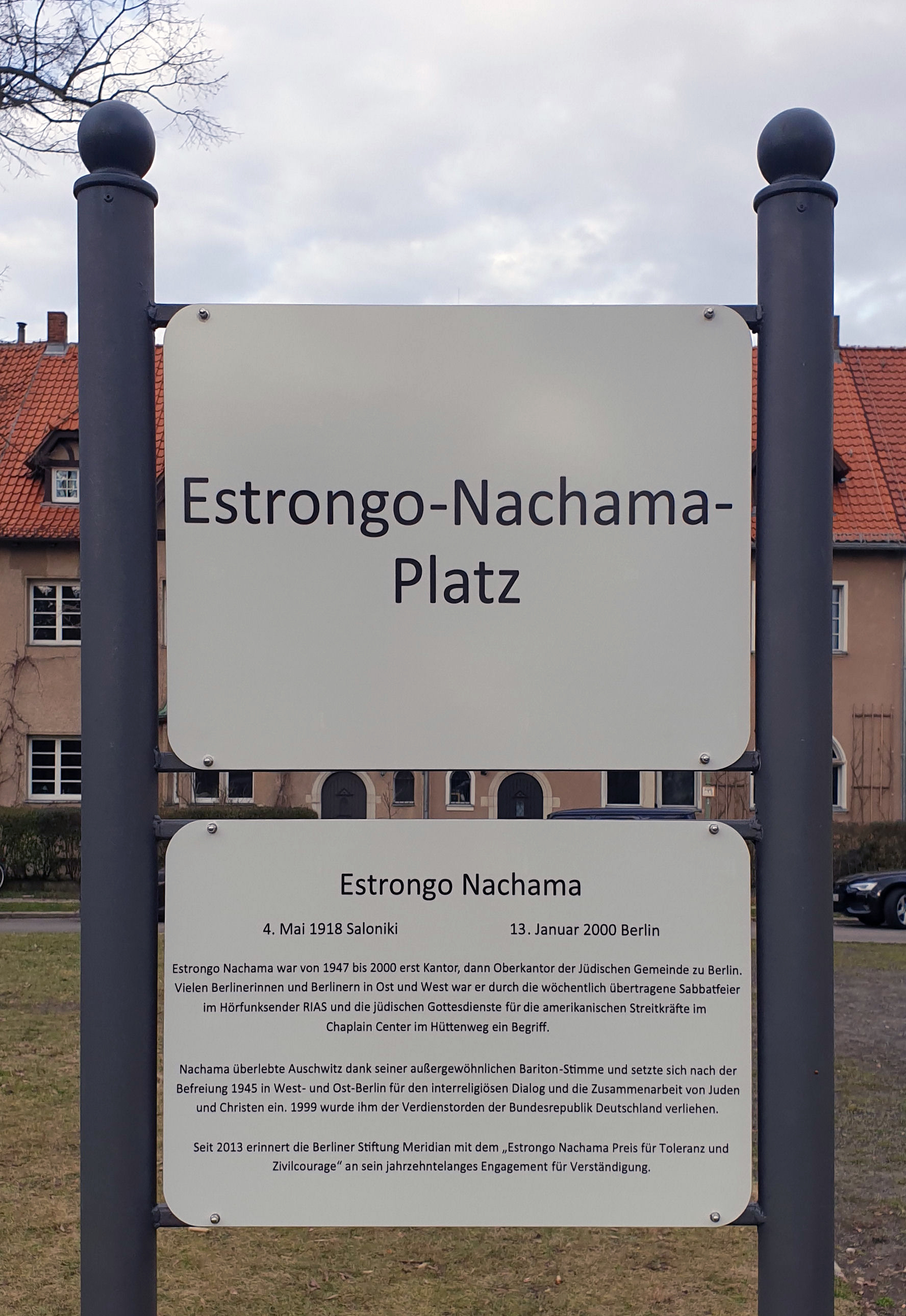
Estrongo-Nachama-Platz, in Berlin-Dahlem

Nachama wurde als Sohn des Getreidehändlers Menachem Nachama und seiner Frau Oro im nordgriechischen Saloniki (Thessaloníki) geboren; er entstammt einer Familie sephardischer Juden, die 1492 aus Spanien vertrieben wurden und ins Osmanische Reich geflüchtet waren. Etliche von Nachamas Vorfahren waren bedeutende Rabbiner und Talmudgelehrte, und die Erinnerung an die verlorengegangene iberische Heimat wurde in der Familie über Jahrhunderte gepflegt: Bis zur Enteignung jüdischen Besitzes in Griechenland während der deutschen Okkupation bestand bei den Nachamas der Brauch, den Schlüssel des ehemaligen Hauses in Spanien vom Vater auf den ältesten Sohn weiterzuvererben.

### Leben bis zur Shoa
Nach dem Besuch der jüdischen Elementarschule und des Französischen Gymnasiums trat Estrongo Nachama in das väterliche Geschäft ein und wurde Kantor der Synagoge in Thessaloniki. Im Zweiten Weltkrieg wurde er zur griechischen Armee einberufen, die im Frühjahr 1941 innerhalb weniger Wochen von der deutschen Wehrmacht geschlagen wurde. Die Stadt Saloniki fiel dabei am 9. April.
Im Frühjahr 1943 wurde die gesamte Familie Nachama nach Auschwitz deportiert, wo Nachama die Häftlingsnummer 116155 auf den linken Unterarm tätowiert wurde. Seine Eltern, seine Schwestern Matilde und Signora und seine Braut Regina wurden ermordet. Estrongo Nachamas sängerisches Talent und die Schönheit seiner Baritonstimme fielen nicht nur seinen Mitgefangenen, sondern auch den Wachmannschaften auf. Er war zeitlebens davon überzeugt, dass sein Gesang es war, der es ihm ermöglicht hatte, nicht nur Auschwitz, sondern auch den Todesmarsch der Häftlinge des Konzentrationslagers Sachsenhausen zu überleben. Am 5. Mai 1945 befreite ihn die Rote Armee in der Nähe von Nauen; Estrongo Nachama feierte von nun an dieses Datum als seinen „zweiten Geburtstag“.

### Berlin als neue Heimat
Estrongo Nachama begab sich ins nahe gelegene Berlin ursprünglich nur mit dem Vorsatz, dort wieder zu Kräften zu kommen, bevor er in seine Heimat zurückkehren konnte. In den Wirren der ersten Nachkriegswochen erwies sich die Umsetzung dieses Vorhabens als schwierig. In dieser Zeit lernte Nachama seine spätere Frau Lilli kennen, die die NS-Diktatur im Versteck überlebt hatte. Über sie kam er in Kontakt zur jüdischen Gemeinde Berlins, die ihrerseits auf das außergewöhnliche Potential des jungen Griechen als Sänger aufmerksam wurde. Er sang bei Erich Nehlhans vor, der in der Gemeinde u. a. für Kultusangelegenheiten zuständig war, und wurde angestellt.

### Kantor im Berlin der Nachkriegszeit
Die Verheerungen der Shoa hatten die Jüdische Gemeinde zu Berlin zwar nahezu vollständig vernichtet, doch bemühte man sich nach Kräften, die Tradition der Stadt als eines der bedeutenden Zentren aschkenasischer Kultur lebendig zu erhalten. Für Nachama bedeutete dies zunächst eine erhebliche Herausforderung, da er sich als Sepharde erst in die ihm fremde Ästhetik der liturgischen Musik in den mitteleuropäischen Synagogen einarbeiten und einfühlen musste.

### Nachamas Wirken als „Brückenbauer“

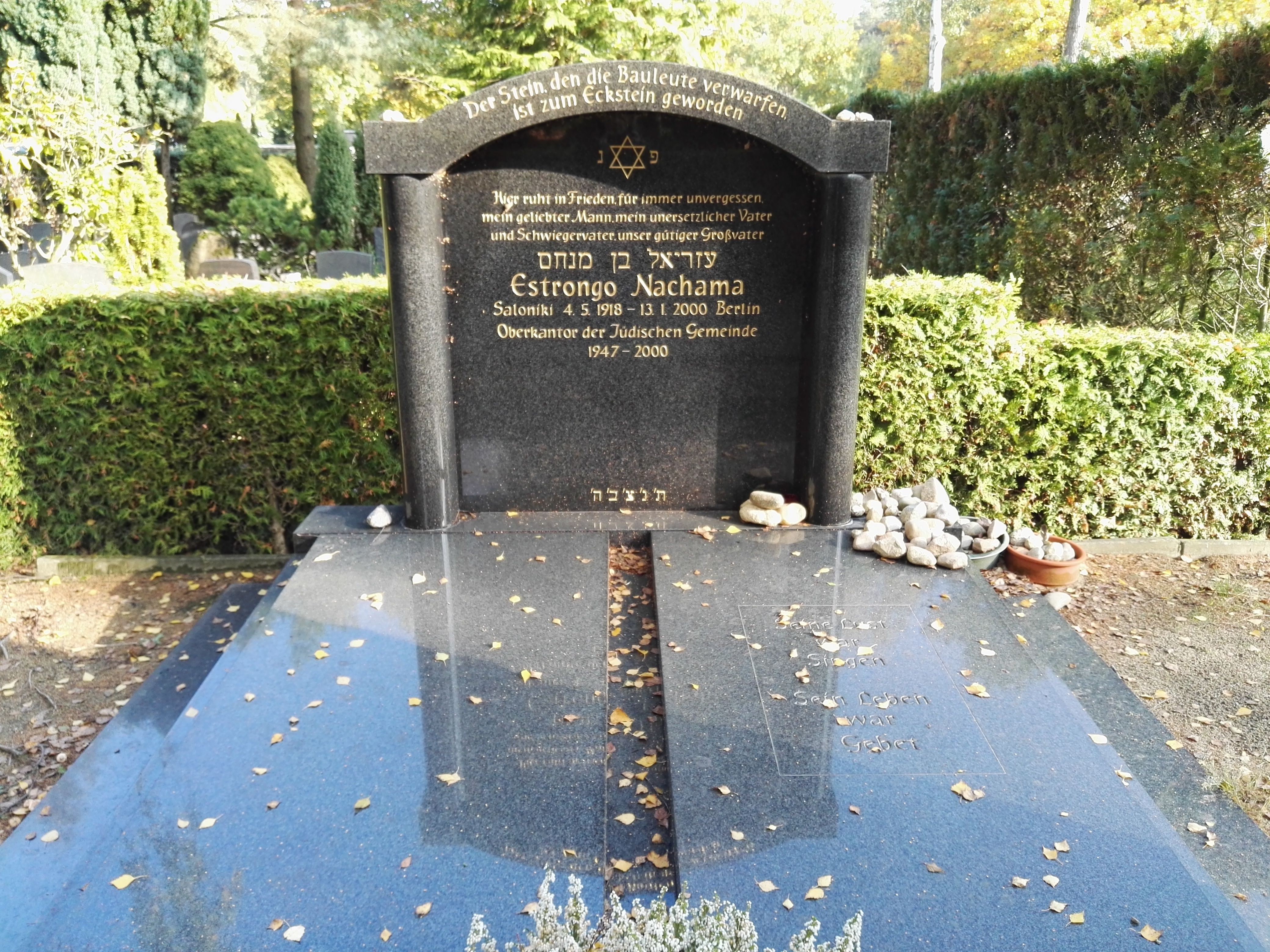
Grabstätte

Seit 1948 war Estrongo Nachamas Stimme mindestens einmal wöchentlich im RIAS, später im Deutschlandradio zu hören, wenn dort am Freitag die Sabbatfeier mit dem RIAS Kammerchor übertragen wird. Auf diesem Wege wurde seine Stimme schnell auch den nichtjüdischen Berlinern bekannt.
Außerdem betreute er den Gottesdienst der jüdischen Angehörigen der Streitkräfte der Vereinigten Staaten in der Synagoge am Hüttenweg. Seine griechische Staatsbürgerschaft ermöglichte es ihm, selbst nach der Teilung Berlins 1961 ungehindert in den Ostteil der Stadt einzureisen und den dortigen Teil der Gemeinde, vor allem in der Synagoge in der Rykestraße im Prenzlauer Berg, zu besuchen. Seit 1957 unterstützte ihn Kantor Leo Roth, der, da aus Österreich stammend, ähnliche Freizügigkeit genoss.
Durch etliche Platteneinspielungen (unter anderem auch mit dem RIAS-Kammerchor) und Auftritte in Europa, Israel und den USA erlangte Nachama internationale Beachtung. Diese für einen Kantor ungewöhnliche Popularität nutzte er häufig für sein Engagement im Sinne der Verständigung und Zusammenarbeit zwischen Juden und Christen. Bezeichnend für dieses lebenslange Eintreten für den interreligiösen Dialog ist der Umstand, dass einer von Estrongo Nachamas letzten großen Gesangsauftritten im April 1998 im Berliner Dom stattfand. Zum 80. Geburtstag Nachamas verfasste Wolfgang Kohrt ein Porträt des Kantors für die Berliner Zeitung.
Estrongo Nachama wurde auf dem Jüdischen Friedhof Heerstraße in Berlin beigesetzt.
Sein Adoptivsohn ist der Publizist und Rabbiner Andreas Nachama.

## Auszeichnungen
- 1987: Verdienstkreuz 1. Klasse[2]
- 1988: Stern der Völkerfreundschaft in Silber[3]
- 1995: Großes Verdienstkreuz[4]

Am 16. Februar 2024 wurde in Berlin-Dahlem ein Platz nach ihm benannt.

## Estrongo Nachama Preis für Zivilcourage und Toleranz
Der Estrongo Nachama Preis für Toleranz und Zivilcourage wird von der Berliner Stiftung Meridian seit 2013 in Gedenken an Estrongo Nachama vergeben.

### Preisträger
- 2013: Kenan Kolat[7][8][9]
- 2014: W. Michael Blumenthal[10][11][12]
- 2015: Rudolf Seiters[13]
- 2016: Margot Käßmann[14][15][16][17]
- 2017: Daniel Hope[18]
- 2018: Götz Aly[19][20][21][22]
- 2019: Henry G. Brandt[23]

## Diskografie (Auswahl)
- Schabbat-Feier. Oberkantor Estrongo Nachama Live. Chor der Synagoge Herbartstraße, Orgel und Leitung: Monika Almekias-Siegl
- Es tönt von der Erde zum Himmel empor. Gebetsgesänge für die Neue Synagoge. Oberkantor Estrongo Nachama, RIAS Kammerchor, Leitung: Uwe Gronostay, Orgel: Harry Foss
- Hebräische Gebetsgesänge Chanukka Kiddusch. Oberkantor Estrongo Nachama, RIAS Kammerchor, Leitung: Uwe Gronostay, Orgel: Harry Foss
- Meisterwerke der Synagogalmusik. Oberkantor Estrongo Nachama, RIAS Kammerchor, Leitung: Uwe Gronostay, Orgel: Harry Foss
- Jom Kippur – Gebetsgesänge zum Versöhnungstag. (CD zu einer gleichnamigen Sendung des ZDF), RIAS Kammerchor, Leitung: Uwe Gronostay, Orgel: Harry Foss
- Chasanut – Gebetsgesänge aus der Synagoge. Oberkantor Estrongo Nachama und Chor, Orgel: Harry Foss
- Die große neue Sabbat Feier. Oberkantor Estrongo Nachama, Berliner Konzert-Chor, Leitung: F. Weisse, Orgel: Harry Foss
- Oberkantor Estrongo Nachama im Berliner Dom. Live-Mitschnitt 1998, Shalom-Chor Berlin, Leitung: Elisabeth Liebig, Orgel: Gloria Seipelt

## Filmografie
- 1972: Cabaret
- 1981: Malou
- 1988: Das Singen im Dom zu Magdeburg
- 1990: Auf der Suche nach Herrn Moses